# Federazione di baseball e softball dell'Ungheria
La Federazione ungherese di baseball e softball (hun. Magyar Országos Baseball és Softball Szövetség) è un'organizzazione fondata per governare la pratica del baseball e del softball in Ungheria.
Organizza il campionato maschile e di softball femminile, e pone sotto la propria egida la nazionale maschile e di softball femminile.